# Kanton Castelnau-Magnoac
Castelnau-Magnoac is een voormalig kanton van het Franse departement Hautes-Pyrénées. Het kanton maakte deel uit van het arrondissement Tarbes. Het werd opgeheven bij decreet van 25 februari 2014, met uitwerking op 22 maart 2015. De gemeenten zijn opgenomen in het nieuwe kanton Les Coteaux, met uitzondering van Arné dat werd opgenomen in het nieuwe kanton La Vallée de la Barousse.

## Gemeenten
Het kanton Castelnau-Magnoac omvatte de volgende gemeenten:
- Aries-Espénan
- Arné
- Barthe
- Bazordan
- Betbèze
- Betpouy
- Campuzan
- Castelnau-Magnoac (hoofdplaats)
- Casterets
- Caubous
- Cizos
- Devèze
- Gaussan
- Guizerix
- Hachan
- Lalanne
- Laran
- Larroque
- Lassales
- Monléon-Magnoac
- Monlong
- Organ
- Peyret-Saint-André
- Pouy
- Puntous
- Sariac-Magnoac
- Thermes-Magnoac
- Vieuzos
- Villemur